# Reigate
Pour la circonscription électorale, voir Reigate (circonscription du Parlement britannique).

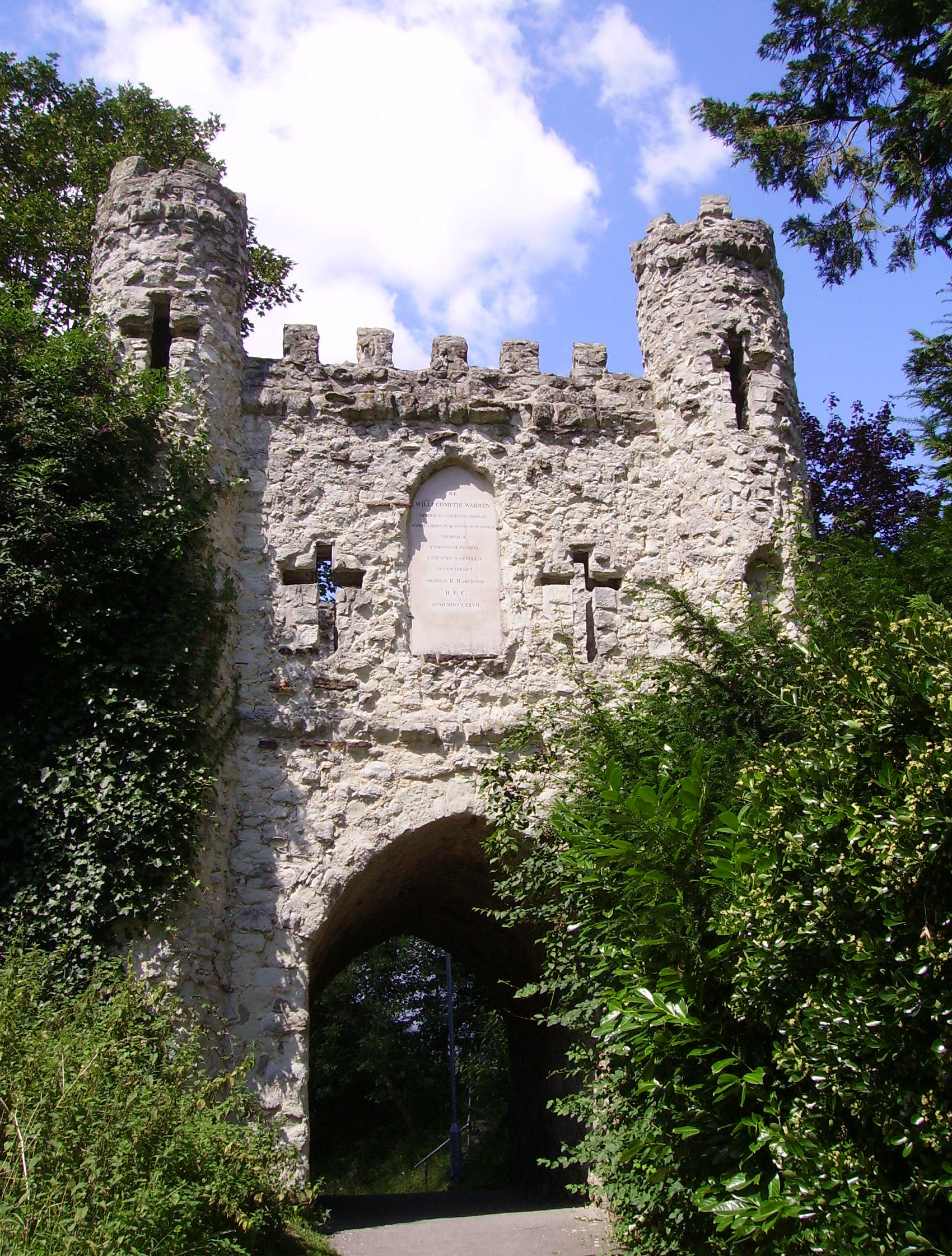
Reigate

Reigate est une ville d'Angleterre, dans le Surrey. Faisant partie de l'aire urbaine de Londres, elle constitue l'essentiel du district de Reigate and Banstead. Elle forme une continuité urbaine avec sa voisine Redhill.
Son nom vient de Roe-deer Gate, la « Porte du Chevreuil », du nom de l'enclos seigneurial contenant des chevreuils ici. On rencontre quelquefois aux papiers historiques l'orthographe Ryegate.

## Histoire
Originellement appelée Cherchefelle, déformation de church field, elle est mentionnée au Domesday Book. Guillaume le Conquérant la donna à son compagnon d'armes Guillaume (I) de Warenne, qui fut anobli comte de Surrey en 1088. La construction du château par les Warenne entraîna un déplacement de l'agglomération, du site de Cherchefelle au site actuel de Reigate. Ce château fut détruit en 1648.
Au XIIIe siècle fut fondé le prioré de Reigate par les Chanoines réguliers de saint Augustin, qui fut dissous comme les autres monastères en 1535.  L'école sélective Reigate (nommée Grammar mais en fait privée) date ici de peu de temps après.
En 2020, Reigate est devenu le chef-lieu du comté du Surrey, remplaçant Kingston upon Thames.

## Développement et conservation
La ville se situe un peu plus haut que les voisins et sur un terrain plus vallonné, mais ayant été une ville de marché pendant des siècles conduit à des résultats contrastés. La plupart des logements sont pavillonnaires et parfois dotés de jardins vus comme généreux étant donné la proximité de Londres, même les appartements sont dans des paysages verdoyants ou agréables. On peut trouver des logements sociaux de grande hauteur et la scolarité est généralement bonne avec un collège d'études supérieures et d'excellentes liaisons de transport vers Londres. Les jardins publics, en particulier le parc du prieuré, accueillent des événements et sont bien entretenus.

## Sport
La ville est surtout connue pour son club de rugby qui est l'un des meilleurs de la région ; son club de foot est dans le top 5, souvent, dans le petit comté.  Il y a plusieurs salles de fitness et quelques spas.

## Reigate dans la littérature
Une aventure de Sherlock Holmes, Les Propriétaires de Reigate, se déroule en majeure partie à Reigate. Cette aventure a été publiée en 1893 dans le Strand Magazine avant d'être rééditée dans le recueil de nouvelles intitulé Les Mémoires de Sherlock Holmes.

## Personnalités
- Florence May Asher (1888-1977), peintre, y est morte.
- Rosalie Emslie (1891-1977), peintre, y est morte.